# Campeonato Mundial de Voleibol Femenino Sub-20 de 1977
El I Campeonato Mundial de Voleibol Femenino Sub-20 se celebró en Brasil del 5 de septiembre al 14 de septiembre de 1977. Fue organizado por la Federación Internacional de Voleibol. El campeonato se jugó en la subsede de São Paulo.

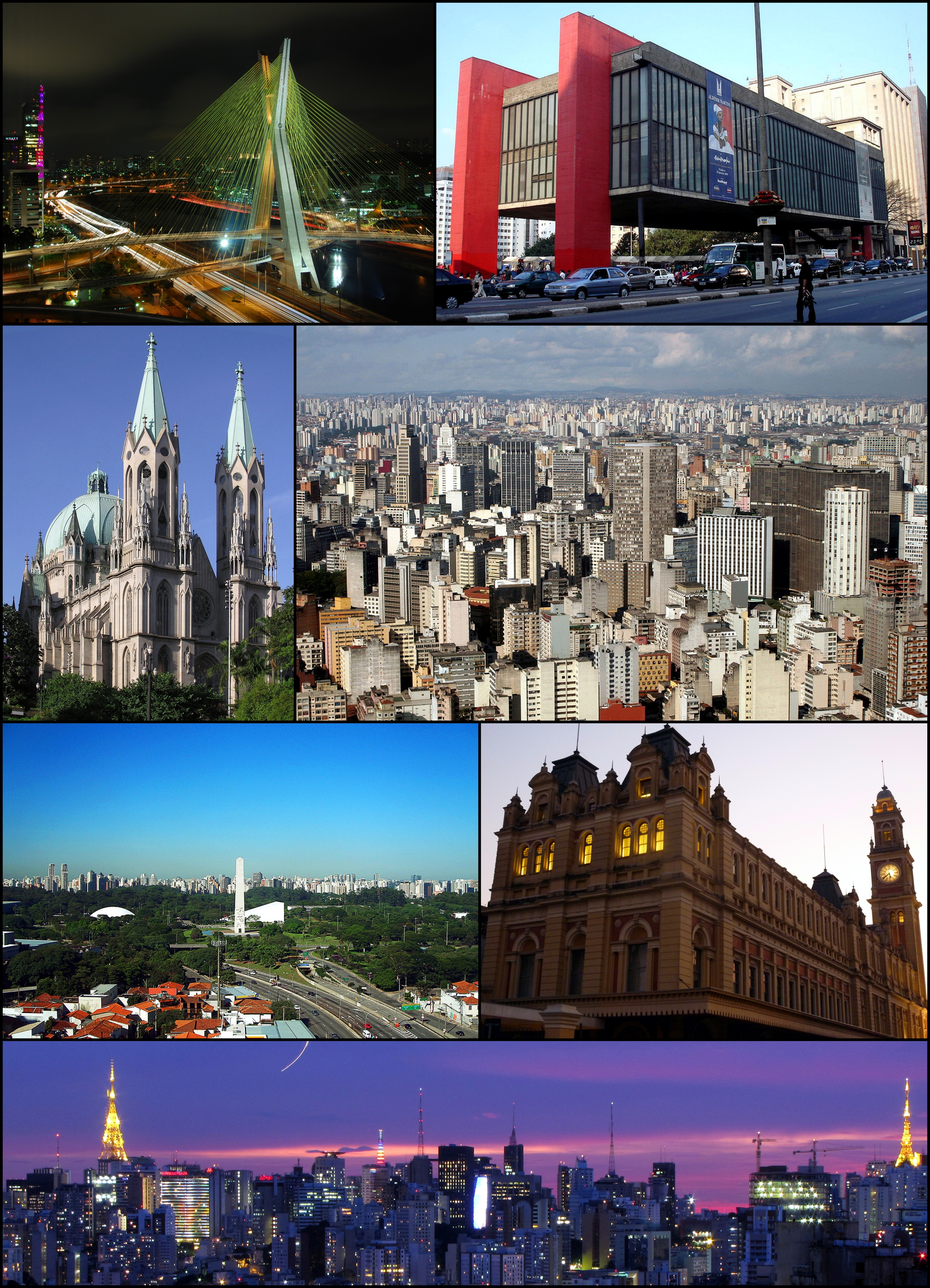
São Paulo Sede del I Campeonato Mundial de Voleibol Femenino Sub-20

## Equipos participantes
| Grupo A        | Grupo B   | Grupo C   | Grupo D        |
| -------------- | --------- | --------- | -------------- |
| Corea          | Japón     | China     | Brasil         |
| Estados Unidos | Canadá    | México    | Costa Rica     |
| Perú           | Argentina | Dinamarca | Turquía        |
| Paraguay       | España    | Bolivia   | Arabia Saudita |

## Primera fase

### Grupo A

#### Clasificación
| Pos | Equipo         | PJ | PG | PP | SF | SC | PTS |
| --- | -------------- | -- | -- | -- | -- | -- | --- |
| 1   | Corea          | 3  | 3  | 0  | 9  | 0  | 9   |
| 2   | Estados Unidos | 3  | 2  | 1  | 6  | 5  | 5   |
| 3   | Perú           | 3  | 1  | 2  | 5  | 6  | 4   |
| 4   | Paraguay       | 3  | 0  | 3  | 0  | 9  | 0   |

#### Resultados
| Fecha    | Encuentro                      | Resultado | Set   | Set   | Set   | Set   | Set   | Puntuación total |
| Fecha    | Encuentro                      | Resultado | 1     | 2     | 3     | 4     | 5     | Puntuación total |
| -------- | ------------------------------ | --------- | ----- | ----- | ----- | ----- | ----- | ---------------- |
| 05-09-77 | Paraguay - Estados Unidos      | 0-3       | 05-15 | 04-15 | 01-15 |       |       | 10-45            |
| 05-09-77 | Corea del Sur - Perú           | 3-0       | 15-02 | 15-09 | 15-05 |       |       | 45-16            |
| 06-09-77 | Corea del Sur - Paraguay       | 3-0       | 15-00 | 15-01 | 15-00 |       |       | 45-01            |
| 06-09-77 | Perú - Estados Unidos          | 2-3       | 20-22 | 10-15 | 15-06 | 15-10 | 09-15 | 60-77            |
| 07-09-77 | Perú - Paraguay                | 3-0       | 15-04 | 15-01 | 15-07 |       |       | 45-12            |
| 07-09-77 | Corea del Sur - Estados Unidos | 3-0       | 15-03 | 15-10 | 15-06 |       |       | 45-19            |

### Grupo B

#### Clasificación
| Pos | Equipo    | PJ | PG | PP | SF | SC | PTS |
| --- | --------- | -- | -- | -- | -- | -- | --- |
| 1   | Japón     | 3  | 3  | 0  | 9  | 0  | 9   |
| 2   | Canadá    | 3  | 2  | 1  | 6  | 5  | 5   |
| 3   | Argentina | 3  | 1  | 2  | 5  | 7  | 4   |
| 4   | España    | 3  | 0  | 3  | 1  | 9  | 0   |

#### Resultados
| Fecha    | Encuentro          | Resultado | Set   | Set   | Set   | Set   | Set   | Puntuación total |
| Fecha    | Encuentro          | Resultado | 1     | 2     | 3     | 4     | 5     | Puntuación total |
| -------- | ------------------ | --------- | ----- | ----- | ----- | ----- | ----- | ---------------- |
| 05-09-77 | Argentina - Canadá | 2-3       | 15-08 | 12-15 | 06-15 | 15-07 | 06-15 | 54-60            |
| 05-09-77 | Japón - España     | 3-0       | 15-01 | 15-02 | 15-02 |       |       | 45-05            |
| 06-09-77 | Canadá - España    | 3-0       | 15-05 | 15-05 | 16-14 |       |       | 46-24            |
| 06-09-77 | Argentina - Japón  | 0-3       | 06-15 | 06-15 | 00-15 |       |       | 12-45            |
| 07-09-77 | Argentina - España | 3-1       | 15-11 | 15-10 | 09-15 | 15-02 |       | 54-38            |
| 07-09-77 | Japón - Canadá     | 3-0       | 15-05 | 15-06 | 15-13 |       |       | 45-24            |

### Grupo C

#### Clasificación
| Pos | Equipo          | PJ | PG | PP | SF | SC | PTS |
| --- | --------------- | -- | -- | -- | -- | -- | --- |
| 1   | China           | 3  | 3  | 0  | 9  | 0  | 9   |
| 2   | México          | 3  | 2  | 1  | 6  | 5  | 5   |
| 3   | Unión Soviética | 3  | 1  | 2  | 5  | 6  | 4   |
| 4   | Bolivia         | 3  | 0  | 3  | 0  | 9  | 0   |

#### Resultados
| Fecha    | Encuentro                 | Resultado | Set   | Set   | Set   | Set   | Set   | Puntuación total |
| Fecha    | Encuentro                 | Resultado | 1     | 2     | 3     | 4     | 5     | Puntuación total |
| -------- | ------------------------- | --------- | ----- | ----- | ----- | ----- | ----- | ---------------- |
| 05-09-77 | Bolivia - China           | 0-3       | 03-15 | 07-15 | 01-15 |       |       | 11-45            |
| 05-09-77 | México - Unión Soviética  | 3-2       | 15-10 | 06-15 | 09-15 | 15-05 | 15-12 | 51-57            |
| 06-09-77 | Unión Soviética - Bolivia | 3-0       | 15-06 | 15-10 | 15-11 |       |       | 45-27            |
| 06-09-77 | México - China            | 0-3       | 06-15 | 06-15 | 02-15 |       |       | 14-45            |
| 07-09-77 | México - Bolivia          | 3-0       | 15-08 | 15-05 | 15-12 |       |       | 45-25            |
| 07-09-77 | China - Unión Soviética   | 3-0       | 17-15 | 15-11 | 15-12 |       |       | 47-38            |

### Grupo D

#### Clasificación
| Pos | Equipo     | PJ | PG | PP | SF | SC | PTS |
| --- | ---------- | -- | -- | -- | -- | -- | --- |
| 1   | Brasil     | 1  | 1  | 0  | 3  | 0  | 3   |
| 2   | Costa Rica | 1  | 0  | 1  | 0  | 3  | 0   |

#### Resultados
| Fecha    | Encuentro           | Resultado | Set   | Set   | Set   | Set | Set | Puntuación total |
| Fecha    | Encuentro           | Resultado | 1     | 2     | 3     | 4   | 5   | Puntuación total |
| -------- | ------------------- | --------- | ----- | ----- | ----- | --- | --- | ---------------- |
| 06-09-77 | Brasil - Costa Rica | 3-0       | 15-02 | 15-06 | 15-04 |     |     | 45-12            |

#### Clasificación para la Segunda Fase
| – | Clasificado a Segunda Ronda.   |
| – | Clasificado a la ronda de 9-14 |

## Segunda fase

### Grupo E

#### Clasificación
| Pos | Equipo         | PJ | PG | PP | SF | SC | PTS |
| --- | -------------- | -- | -- | -- | -- | -- | --- |
| 1   | China          | 3  | 3  | 0  | 9  | 2  | 9   |
| 2   | Japón          | 3  | 2  | 1  | 7  | 3  | 6   |
| 3   | Estados Unidos | 3  | 1  | 2  | 4  | 6  | 3   |
| 4   | Costa Rica     | 3  | 0  | 3  | 0  | 9  | 0   |

#### Resultados
| Fecha    | Encuentro                   | Resultado | Set   | Set   | Set   | Set   | Set | Puntuación total |
| Fecha    | Encuentro                   | Resultado | 1     | 2     | 3     | 4     | 5   | Puntuación total |
| -------- | --------------------------- | --------- | ----- | ----- | ----- | ----- | --- | ---------------- |
| 09-09-77 | Costa Rica - Japón          | 0-3       | 02-15 | 01-15 | 04-15 |       |     | 07-45            |
| 09-09-77 | China - Estados Unidos      | 3-0       | 15-02 | 15-04 | 15-02 |       |     | 45-06            |
| 10-09-77 | China - Costa Rica          | 3-0       | 15-01 | 15-01 | 15-01 |       |     | 45-03            |
| 10-09-77 | Estados Unidos - Japón      | 0-3       | 04-15 | 11-15 | 07-15 |       |     | 22-45            |
| 11-09-77 | Estados Unidos - Costa Rica | 3-0       | 15-00 | 15-00 | 15-02 |       |     | 45-02            |
| 11-09-77 | China - Japón               | 3-1       | 15-13 | 10-15 | 15-02 | 16-14 |     | 56-44            |

### Grupo F

#### Clasificación
| Pos | Equipo | PJ | PG | PP | SF | SC | PTS |
| --- | ------ | -- | -- | -- | -- | -- | --- |
| 1   | Korea  | 3  | 3  | 0  | 9  | 2  | 8   |
| 2   | Brasil | 3  | 2  | 1  | 8  | 3  | 7   |
| 3   | Canadá | 3  | 1  | 2  | 3  | 6  | 3   |
| 4   | México | 3  | 0  | 3  | 0  | 9  | 0   |

#### Resultados
| Fecha    | Encuentro              | Resultado | Set   | Set   | Set   | Set   | Set   | Puntuación total |
| Fecha    | Encuentro              | Resultado | 1     | 2     | 3     | 4     | 5     | Puntuación total |
| -------- | ---------------------- | --------- | ----- | ----- | ----- | ----- | ----- | ---------------- |
| 09-09-77 | México - Corea del Sur | 0-3       | 06-15 | 04-15 | 03-15 |       |       | 13-45            |
| 09-09-77 | Brasil - Canadá        | 3-0       | 15-13 | 15-01 | 15-05 |       |       | 45-19            |
| 10-09-77 | Corea del Sur - Canadá | 3-0       | 15-08 | 15-01 | 15-02 |       |       | 45-11            |
| 10-09-77 | México - Brasil        | 0-3       | 06-15 | 12-15 | 09-15 |       |       | 27-45            |
| 11-09-77 | Canadá - México        | 3-0       | 16-14 | 15-04 | 15-07 |       |       | 46-25            |
| 11-09-77 | Corea del Sur - Brasil | 3-2       | 12-15 | 12-15 | 15-08 | 15-05 | 15-11 | 69-54            |

## Clasificación 9-14

### Grupo G

#### Clasificación
| Pos | Equipo  | PJ | PG | PP | SF | SC | PTS |
| --- | ------- | -- | -- | -- | -- | -- | --- |
| 1   | Perú    | 2  | 2  | 0  | 6  | 0  | 6   |
| 2   | Bolivia | 2  | 1  | 1  | 3  | 4  | 3   |
| 3   | España  | 2  | 0  | 2  | 1  | 6  | 0   |

#### Resultados
| Fecha    | Encuentro        | Resultado | Set   | Set   | Set   | Set   | Set | Puntuación total |
| Fecha    | Encuentro        | Resultado | 1     | 2     | 3     | 4     | 5   | Puntuación total |
| -------- | ---------------- | --------- | ----- | ----- | ----- | ----- | --- | ---------------- |
| 09-09-77 | Bolivia - Perú   | 0-3       | 02-15 | 05-15 | 01-15 |       |     | 08-45            |
| 10-09-77 | Bolivia - España | 3-1       | 15-07 | 15-06 | 06-15 | 15-05 |     | 51-33            |
| 11-09-77 | Perú - España    | 3-0       | 15-01 | 15-03 | 15-03 |       |     | 45-07            |

### Grupo H

#### Clasificación
| Pos | Equipo          | PJ | PG | PP | SF | SC | PTS |
| --- | --------------- | -- | -- | -- | -- | -- | --- |
| 1   | Unión Soviética | 2  | 2  | 0  | 6  | 0  | 6   |
| 2   | Argentina       | 2  | 1  | 1  | 3  | 3  | 3   |
| 3   | Paraguay        | 2  | 0  | 2  | 0  | 6  | 0   |

#### Resultados
| Fecha    | Encuentro                   | Resultado | Set   | Set   | Set   | Set | Set | Puntuación total |
| Fecha    | Encuentro                   | Resultado | 1     | 2     | 3     | 4   | 5   | Puntuación total |
| -------- | --------------------------- | --------- | ----- | ----- | ----- | --- | --- | ---------------- |
| 09-09-77 | Paraguay - Unión Soviética  | 0-3       | 00-15 | 03-15 | 01-15 |     |     | 04-45            |
| 10-09-77 | Argentina - Paraguay        | 3-0       | 16-14 | 15-06 | 15-06 |     |     | 45-26            |
| 11-09-77 | Unión Soviética - Argentina | 3-0       | 15-03 | 15-05 | 15-08 |     |     | 45-16            |

## Fase Final

### Clasificación 1°- 4°
| Pos | Equipo | PJ | PG | PP | SF | SC | PTS |
| --- | ------ | -- | -- | -- | -- | -- | --- |
| 1   | Korea  | 3  | 2  | 1  | 7  | 3  | 6   |
| 2   | China  | 3  | 2  | 1  | 8  | 4  | 7   |
| 3   | Japón  | 3  | 2  | 1  | 6  | 5  | 5   |
| 4   | Brasil | 3  | 0  | 3  | 0  | 9  | 0   |

### Resultados
| Fecha    |               | Resultado |               | Set   | Set   | Set   | Set   | Set   | Puntuación Total |
| Fecha    | 1             | Resultado | 2             | 3     | 4     | 5     |       |       | Puntuación Total |
| -------- | ------------- | --------- | ------------- | ----- | ----- | ----- | ----- | ----- | ---------------- |
| 14-09-77 | China         | 3 - 1     | Corea del Sur | 11-15 | 17-15 | 17-15 | 17-15 |       | 62-60            |
| 14-09-77 | Brasil        | 1 - 3     | Japón         | 06-15 | 03-15 | 09-15 |       |       | 18-45            |
| 15-09-77 | China         | 2 - 3     | Japón         | 15-12 | 15-11 | 08-15 | 11-15 | 10-15 | 59-68            |
| 15-09-77 | Brasil        | 0 - 3     | Corea del Sur | 01-15 | 09-15 | 13-15 |       |       | 23-45            |
| 16-09-77 | Corea del Sur | 3 - 0     | Japón         | 15-04 | 15-10 | 15-05 |       |       | 45-17            |
| 16-09-77 | China         | 3 - 0     | Brasil        | 15-05 | 15-05 | 15-09 |       |       | 45-19            |

### Clasificación 5°- 8°
| Pos | Equipo         | PJ | PG | PP | SF | SC | PTS |
| --- | -------------- | -- | -- | -- | -- | -- | --- |
| 5   | Estados Unidos | 3  | 3  | 0  | 9  | 0  | 9   |
| 6   | México         | 3  | 2  | 1  | 6  | 4  | 6   |
| 7   | Canadá         | 3  | 1  | 2  | 4  | 6  | 3   |
| 8   | Costa Rica     | 3  | 0  | 3  | 0  | 9  | 0   |

### Resultados
| Fecha    |                | Resultado |                | Set   | Set   | Set   | Set   | Set | Puntuación Total |
| Fecha    | 1              | Resultado | 2              | 3     | 4     | 5     |       |     | Puntuación Total |
| -------- | -------------- | --------- | -------------- | ----- | ----- | ----- | ----- | --- | ---------------- |
| 14-09-77 | Estados Unidos | 3 - 0     | Costa Rica     | 15-03 | 15-09 | 15-02 |       |     | 45-14            |
| 14-09-77 | Canadá         | 1 - 3     | México         | 15-03 | 05-15 | 10-15 | 09-15 |     | 39-48            |
| 15-09-77 | Costa Rica     | 0 - 3     | Canadá         | 07-15 | 06-15 | 06-15 |       |     | 19-45            |
| 15-09-77 | México         | 0 - 3     | Estados Unidos | 10-15 | 07-15 | 12-15 |       |     | 29-45            |
| 16-09-77 | México         | 3 - 0     | Costa Rica     | 15-04 | 15-03 | 15-03 |       |     | 45-10            |
| 16-09-77 | Estados Unidos | 3 - 0     | Canadá         | 15-08 | 16-14 | 15-07 |       |     | 46-29            |

### Clasificación 9°- 12°
| Pos | Equipo          | PJ | PG | PP | SF | SC | PTS |
| --- | --------------- | -- | -- | -- | -- | -- | --- |
| 9   | Unión Soviética | 3  | 3  | 0  | 9  | 2  | 8   |
| 10  | Perú            | 3  | 2  | 1  | 8  | 3  | 7   |
| 11  | Argentina       | 3  | 1  | 2  | 3  | 8  | 2   |
| 12  | Bolivia         | 3  | 0  | 3  | 2  | 9  | 1   |

### Resultados
| Fecha    |                 | Resultado |                 | Set   | Set   | Set   | Set   | Set   | Puntuación Total |
| Fecha    | 1               | Resultado | 2               | 3     | 4     | 5     |       |       | Puntuación Total |
| -------- | --------------- | --------- | --------------- | ----- | ----- | ----- | ----- | ----- | ---------------- |
| 14-09-77 | Perú            | 3 - 0     | Argentina       | 15-05 | 15-07 | 15-04 |       |       | 45-16            |
| 14-09-77 | Bolivia         | 0 - 3     | Unión Soviética | 02-15 | 02-15 | 02-15 |       |       | 06-45            |
| 15-09-77 | Bolivia         | 0 - 3     | Perú            | 01-15 | 01-15 | 07-15 |       |       | 09-45            |
| 15-09-77 | Argentina       | 0 - 3     | Unión Soviética | 02-15 | 02-15 | 07-15 |       |       | 11-45            |
| 16-09-77 | Argentina       | 3 - 2     | Bolivia         | 15-09 | 09-15 | 15-11 | 08-15 | 15-13 | 62-64            |
| 16-09-77 | Unión Soviética | 3 - 2     | Perú            | 07-15 | 15-07 | 15-13 | 13-15 | 15-06 | 65-56            |

### Clasificación 13°- 14°
| Pos | Equipo   | PJ | PG | PP | SF | SC | PTS |
| --- | -------- | -- | -- | -- | -- | -- | --- |
| 13  | Paraguay | 1  | 1  | 0  | 3  | 2  | 2   |
| 14  | España   | 1  | 0  | 1  | 2  | 3  | 1   |

### Resultados
| Fecha    |          | Resultado |        | Set   | Set   | Set   | Set   | Set   | Puntuación Total |
| Fecha    | 1        | Resultado | 2      | 3     | 4     | 5     |       |       | Puntuación Total |
| -------- | -------- | --------- | ------ | ----- | ----- | ----- | ----- | ----- | ---------------- |
| 15-09-77 | Paraguay | 3 - 2     | España | 15-12 | 10-15 | 15-08 | 12-15 | 17-15 | 69-65            |

## Podio
| Corea del Sur |
| 1º Título     |
| Korea         |

## Clasificación general
| Pos | Equipo          |
| --- | --------------- |
| 1   | Korea           |
| 2   | China           |
| 3   | Japón           |
| 4   | Brasil          |
| 5   | Estados Unidos  |
| 6   | México          |
| 7   | Canadá          |
| 8   | Costa Rica      |
| 9   | Unión Soviética |
| 10  | Perú            |
| 11  | Argentina       |
| 12  | Bolivia         |
| 13  | Paraguay        |
| 14  | España          |

| Predecesor: Inicio | Campeonato Mundial de Voleibol Femenino Sub-20 Brasil 1977 | Sucesor: México 1981 |

- Datos: Q19798471